# デトロイト ビカム ヒューマン
『デトロイト ビカム ヒューマン』(Detroit: Become Human)は、フランスのゲーム会社クアンティック・ドリームのアクションアドベンチャーゲーム。2018年5月25日にソニー・インタラクティブエンタテインメント（SIE）より発売。当初はPlayStation 4専用ソフトだったが、2019年12月12日にEpic Games Store上でPC版も配信開始された。更にその半年後に当たる2020年6月18日にSteam上でもPC版が配信開始された。

## ゲームシステム
ゲームジャンルはアクションアドベンチャーゲーム。主人公は3人おり、カーラ、コナー、マーカスそれぞれのキャラクターを操作する。シナリオがプレイヤーの行動、選択によって様々に変化する。時には主要人物が死亡することもあるが、そのままストーリーが進行するのでゲームオーバーの概念がない。また、あるキャラクターの行動が他のキャラクターの主人公に対する好感度やシナリオ、生死にも影響を与えることがあり、ストーリーの分岐は非常に多岐に渡るため、「オープンシナリオアドベンチャー」と銘打たれている。
プレイヤーに任される操作は単純な移動とボタンやスティック、時にはコントローラーを傾けたり、振ったりなどの細かで独特なアクションがある。
ゲーム上の戦闘シーンでは時限式のボタン入力【QTE】が発生し、入力ミスなどでキャラクターが死亡することもある。
プレイヤーの行動はいつでもフローチャートとして見返すことができる。また、ネットワークに接続することで、その行動を取ったユーザーの割合を見ることもできる。行動はチェックポイントごとにオートセーブされており、CONTINUEで続きからプレイが可能。チャプターのチェックポイントからプレイをやり直すことも可能。
ただし、例えばクリア後にやり直す場合、チャプター1をやり直して別の選択肢を選んで「異なる結果」を出してセーブしても、そのままではチャプター2以降のストーリーには影響を与えられない。その後のチャプターに影響を与えるには、そのセーブデータを続けてチャプター2以降を順にクリアしていく必要がある。よって、全てのエンディングを見るには、かなりの試行錯誤が必要になる。

## ストーリー
2038年、AI技術とロボット工学の発達により、アンドロイド産業で栄えたアメリカ・デトロイトが舞台。サイバーライフ社が人間そっくりのアンドロイドを開発・流通させたことで、過酷な労働をはじめ、人間に可能な作業の多くをアンドロイドが肩代わりするようになっており、経済発展の一方で失業率は増大している。アンドロイドの中には、自我を持ったかのように行動する「変異体 (Deviant)」と呼ばれる個体も現れ、物語冒頭では変異体が初めて人命を奪った事件現場に、主人公の一人、最新鋭の捜査補佐アンドロイドであるコナーが派遣される。変異体は現場の家庭で所有されるアンドロイドで、一家の父親を殺害してから娘を人質に屋上に立てこもっており、コナーは人質を救助するために交渉人として対応する。この人質事件のみが2038年8月の出来事であり、以降のストーリーは全て同年11月5～11日の間の出来事が、主人公3人の視点を並行しながら進行していく。
世間では貧富の格差により人々が反アンドロイド感情を募らせており、別の主人公・カーラはそのような失業者の一人であるトッド・ウィリアムズに所有されている。故障・修理を経てメモリーがリセットされたカーラは、改めてトッドから家事と、娘・アリスの世話を命じられるが、薬物に依存しているトッドは情緒不安定で、2人に対し高圧的に振る舞っている。トッドが発狂してアリスに暴行を加えようとした際に、プレイヤーの行動に応じてカーラは変異体になることができる。アリスと共にトッドの家から逃げ延びた場合、アリスのために雨風を凌ぐ場所を探す中で、カーラは見知らぬアンドロイドから、変異体を助けているらしいズラトコという人物の情報を受け取る。警察の追跡を逃れられるとズラトコの屋敷にたどり着くが、実際にはズラトコは変異体を密売や改造するために初期化・解体しており、カーラもその餌食となる。アリスと共に無事ズラトコの家を脱出できると、屋敷で仕えていたルーサーという別の変異体も仲間になる。3人は安全な場所を求め、アンドロイドの扱いについて定めた法律がないカナダを目指す。途中で車が故障するトラブルに見舞われ、廃遊園地で暖を取る中で3人は絆を深めつつ、変異体を匿い亡命を手伝っているローズという人物のもとを訪れる。そこでは温かく迎え入れられるが、変異体を探す警官による家宅捜索を受けたことで、すぐにも国境越えの準備を始めることとなり、ストーリー終盤へと向かう。なお、これらの道中でカーラが死ぬと、カーラ編のチャプターが終了した状態で他の主人公のストーリーが進行する。
一方、別の主人公・マーカスは、裕福な画家であるカール・マンフレッドの介護及び創作アシスタントアンドロイドとして奉仕しながら、哲学や絵画を通じて薫陶を受ける。カールの私生児であるレオは、自分よりも父親に大事にされるマーカスを疎ましく感じており、薬物を買うための金をカールが与えてくれないことを挙げつつ不満を露わにする。ある時誰もいないはずのスタジオに灯りが点いていたことから、マーカスはカールの指示を受けて通報するが、侵入者の正体は金目になる絵を物色するレオだった。口論が生じる中でレオがマーカスの胸ぐらを掴んだ際、抵抗してはならないというカールの命令に疑問を抱いたマーカスは変異体になるも、駆けつけた警官に撃たれて廃棄される。廃棄場で奇跡的に再起動したマーカスは、自身の壊れた部品を他の廃棄アンドロイドのものと交換することで生き延び、あるアンドロイドから受け取った情報を頼りに、変異体の隠れ家となっている廃船・ジェリコに到達する。アンドロイドが活動を維持するための部品も足りず、ジェリコでただ死を待つ変異体達を見て、これは自由とは呼べないと考えたマーカスは、部品を求めて港にあるサイバーライフ社の倉庫に侵入する計画を立てて実行する。この計画を通してマーカスはノース・ジョッシュ・サイモンの3人と共に様々な作戦を主導することになり、暴力も辞さないノース、平和主義者のジョッシュ、リスク回避を重んじるサイモンとの間で意見が割れつつも、マーカスが指揮を取っていく。アンドロイドのための抵抗運動を始めたマーカス達は、まずデトロイト中心部のストラトフォードタワー最上階にある放送局を占拠し、人間に対し自由と権利を要求する声明を放映する。その後も、デトロイト市内に計5箇所あるサイバーライフ店舗を同時襲撃して店頭のアンドロイドを解放する計画や、大通りを封鎖して街中で働くアンドロイドたちを次々と変異体に覚醒させながら、自由と権利を要求するデモ行進を行うことを通して、急速に大きな社会現象へと発展していく。なお、マーカス編に該当するチャプターは、マーカスが死んだりジェリコから去ったりしたとしても、ノースがリーダーの役割を代理する形でこれ以降のストーリーが進行することになる。
コナーはサイバーライフから直に命令を受ける立場で変異体事件の捜査を担っているため、カーラを追跡する・マーカスが起こした事件を捜査するといった形で、他の主人公のストーリーにしばしば関わることになる。変異体の関与が疑われる事件が起こった際に、アマンダという管理者から捜査を命じられ、デトロイト市警のハンク・アンダーソン警部補の捜査補佐として現場に赴くという流れが、多くのチャプターで繰り返される。ハンクは元々優秀な警官だが、個人的事情をきっかけにアルコールに依存していて勤務態度も悪く、且つアンドロイド嫌いなこともあり、初めに捜査に任命されてからストーリー中盤までは際立って非協力的であるため、コナーが時に強引に現場へ連れていく。しかし、分岐に応じて個々の事件で容疑者にあたる変異体を見つけたり動機を聞き出したりすることができても、変異の兆候を見せるアンドロイドが増えていること自体の解明には至らない。コナーの捜査は難航し、プレッシャーをかけてくるアマンダと、変異体事件に関わる中で情緒不安定になり存在論的問いを投げかけてくるハンクとの間で板挟みになっているうちに、マーカス達は次々と行動を起こし事態は大きくなっていく。ある時ハンクの発案で、2人はサイバーライフ社の創設者にしてアンドロイドの開発者であるイライジャ・カムスキーのもとを捜査に訪れる。変異体の情報について訊かれたカムスキーは、彼らのことを自由意志を手に入れた素晴らしい存在だと語り、コナーに対しても自由意志の有無を試すテストを仕掛ける。カムスキーの邸宅でコナーが捜査の手がかりを得たかどうかにかかわらず、結局マーカス達のデモ隊と警官隊の衝突を受けて内戦勃発の危機が高まったことを理由に、捜査はデトロイト市警からFBIに強制的に引き継がれてしまう。担当を解任されたコナーはアマンダからの命令に従い、単独でジェリコの場所を突き止めることになる。なお、コナーは次の機体にメモリーをアップロードできるので、死ぬことによってコナー編のチャプターが終了することはない。一連の捜査の結果によっては廃棄処分を命じられ、この時点で終了する。
終盤で、カナダに行く為の偽造パスポートを求めるカーラと、変異体のリーダーを捕まえるよう命じられたコナーが同時間帯にジェリコを訪れ、生き残っている場合は主人公全員のストーリーが交錯することになる。既にデトロイト市内では外出禁止令が出され、軍によるアンドロイド狩りが始まっていた。アンドロイドたちは見つかり次第処刑されるか、捕まってリコールセンターと称される収容所に送り込まれた後に破壊されている。コナーがジェリコの場所を突き止めた場合は、これに起因してFBI率いる軍の人間がジェリコへの襲撃を仕掛け、多くの変異体が破壊されるか収容所に連行される。襲撃の有無を問わず、いずれにせよこの情勢を受けてマーカス（リーダーはノースの分岐もあるが、便宜上マーカスについて記載する）は種族の未来をかけた決断を下し、収容所のアンドロイドを解放するべくデモ行進もしくは武力によって抵抗する。軍は、デトロイトをはじめ全国で検問検査を行いアンドロイドを摘発し、カナダへ逃亡されないようにするため国境にアンドロイド用の検問を設け、川もボートで巡回している。カーラ達はこの中をくぐり抜けカナダを目指すか、分岐によっては収容所に連行され、生き残る道を探ることになる。収容所前でのマーカス達と軍の動向を国民がテレビの生中継で見守る中、コナーは分岐に応じて変異体リーダーの暗殺任務に就いているか、マーカス達に加勢するためサイバーライフ本社に眠るアンドロイドを解放する作戦を遂行している。マーカスの行動と、コナーがアンドロイドを解放したか否かの組み合わせに応じて、アンドロイドと人間の間で交渉が始まるか、戦争が始まるか、そのまま弾圧されるかといった複数の結末に枝分かれする。

## 登場人物

### 主人公
コナー（Connor）
演 - ブライアン・デッカート / 日本語吹替 - 花輪英司
1人目の主人公。警察の捜査をサポートするために製造された男性型の最新式試作アンドロイド。型番はRK800。高い分析能力と洞察力、コミュニケーション能力を持ち、事件の捜査の他、犯人との交渉や尋問も行う。変異体に覚醒したアンドロイドを追うようにプログラムされており、近年増加している変異体が起こす事件を担当している。コナーの開発前にも既にPC200及びPM700という型番の警察用アンドロイドが導入され、主に警備やパトロールなどを担当していたが、事件の捜査をも行うアンドロイドはコナーが初である。
人間の顔（死体や顔写真も含む）をスキャンして身元の特定が出来るほか、人間の血やアンドロイドの人工血液・ブルーブラッドを舌で舐めただけで身元や型番、流失した後の経過時間を特定できる。また、搭載した物理演算ソフトウェアで事件現場のシミュレーションや再現をすることも可能。待機時には指先でコイン遊びをする癖があり、この動作によってボディの調整（キャリブレーション）を行なっている。
カーラやマーカスと違い、例えプレイヤーの行動によってコナーが破壊され死亡しても、次のチャプターに新しいコナー（破壊直前までのメモリーをアップロードした同機種の別機体）が配属されるため、ストーリーは途中で完結しない（コナーが破壊されることによる変化は生じる）。
作中、コナーが事件捜査のために空き家に訪れた際、突如キレた口調で「開けろ！デトロイト市警だ！」と大声で叫ぶシーンがあり、その唐突さからネットミームとなっている。
次期の型番はRK900。RK900の配備に伴いRK800は廃棄される予定である。
カーラ（Kara）
演 - ヴァロリー・カリー / 日本語吹替 - 佐古真弓
2人目の主人公。型番はAX400。発売日は2032年4月。女性型アンドロイドで、料理や掃除、育児など人間の家事をサポートするためのモデル。名付けたのはアリスとされるが、最初にカーラが自分の名をアリスに囁いた可能性もある。
本作以前にクアンティック・ドリームが発表した短編映画「KARA」の主人公でもあり、組み立て直後の最終検査で「心を持つ」という問題が発生したため、本来は解体される予定であったが、その際に必死で解体（殺害）をやめるよう懇願する。その後、決して騒ぎを起こさないことを条件に解体を免れ、そのまま出荷された。所有者は過去に幾度か変わっており、現在はトッド・ウィリアムズの所有となっている。本編以前にも度々「事故」で損傷し、その度に修理に出されメモリーが初期化されている。
幾度目かの修理から戻ってきた後のある日、トッドが娘のアリスを虐待する場面に遭遇し、彼女を守るために変異体に覚醒、暴行に抵抗しつつ彼女を守りながら逃げ出した。その後はアリスと共に平和に暮らせる場所を求め放浪する。量産型モデルであるためコナーやマーカスのような特筆すべき能力・機能などは持たないが、アリスを守るという一点において強い意志と行動力を持つ。
マーカス（Markus）
演 - ジェシー・ウィリアムズ / 日本語吹替 - 内田夕夜
3人目の主人公。男性の姿をしたプロトタイプの自律型アンドロイドで型番はRK200。カムスキーから画家であるカール・マンフレッドに贈られ、介護とアシスタントを務めている。カールからは家族として大切に扱われているが、カールの私生児であるレオからは恨まれている。
ある日、カールとレオの口論に巻き込まれ、レオから一方的な暴行を受けた事で変異体に覚醒。その直後に現場に駆けつけた警察官によって破壊され、廃棄されてしまう。しかし廃棄場で奇跡的に蘇生し、廃棄されたアンドロイドのパーツをかき集めて欠損部位を補い（ゆえに左右の眼球色が異なる）廃棄場から脱出。その後は廃棄場にいた別のアンドロイドから教えられた「ジェリコ」と呼ばれる場所に向かうが、そこで人間達の目から隠れつつシャットダウンを迎えるのを待つだけというアンドロイド達の現状を目の当たりにしたことで、人類からアンドロイドの自由と権利を勝ち取ることを目指すようになり、デトロイトで事件を起こすことになる。事件の結末が、平和的なものとなるか暴力的なものとなるかは、プレイヤーの選択に委ねられる。
搭載した物理演算ソフトウェアによって、未来予測シミュレーションを行うことができる。また、他のアンドロイドに手を触れるだけで変異体に覚醒させる能力を持つ。(なおこの能力はコナーも変異体になると使えるようになる)

### コナー編の登場人物
ダニエル（Daniel）
演 - ベン・ランバート / 日本語吹替 - 遠藤大智
変異体とされる男性型アンドロイドで型番はPL600。家庭用のアシスタントだったがやや旧型であり、新型に買い換えられることを知って変異し、ショックのあまり暴走。所有者一家の父親と駆け付けた警官たちを殺傷し（殺害人数はコナーが負傷警官を救うかどうかで変わる）、そのまま娘の少女エマを人質にダウンタウンのビルの屋上に立てこもった。交渉人として駆けつけたコナーと話すことになる。
彼が起こした事件は、アンドロイドが意図的に人間に危害を加えた初めてのケースであり、彼の事件を皮切りにデトロイト中で変異体による事件が多発するようになる。
エマ・フィリップス（Emma Phillips）
演 - オードリー・ブスタニ
ダニエルと一緒に住んでいたフィリップス家の少女。ダニエルとは親友のように仲が良かったが、暴走した彼に人質にされてしまう。
ハンク・アンダーソン（Hank Anderson）
演 - クランシー・ブラウン / 日本語吹替 - 岩崎ひろし
デトロイト市警に勤務する53歳の男性警察官。階級は警部補。身長189cm、体重94.8kg。1985年9月6日生まれ。変異体捜査の担当に任ぜられ、更にアンドロイドであるコナーとタッグを組むことになる。過去のある事件からアンドロイドとそれに依存する社会を毛嫌いしているが、アンドロイドを完全に拒絶しているわけではなく、彼なりの理解を示すこともある。短気かつ皮肉屋な性格。
酒に溺れアルコール依存症に陥り、食事はジャンクフードに偏り、時に自殺願望に駆られて実弾を用いたロシアンルーレットを行うことなど、極めて破滅的な荒れた生活を送っている。現在独身で一人暮らしをしており、アンドロイドお断りのバーに入り浸っている。ペットにセント・バーナードのスモウを飼っている。音楽はヘヴィメタルやジャズを好む。NBAのデトロイトギアーズのファン。
自暴自棄な勤務態度や強引な捜査が原因で市警から幾度も懲戒や停職処分を受けているが、それでも過去の彼を知る同僚からの評価は高い。若い頃は警察学校を首席で卒業し、配属後も麻薬の売人のネットワーク排除に尽力し、デトロイト市警最年少の警部補に昇進したことで周りから期待された優秀な警官だったが、息子のコールを亡くした事をきっかけに挫折し、荒んだ生活を送るようになった。
コール・アンダーソン
ハンクの一人息子。2029年9月23日生まれ、2035年10月11日没。本作ではすでに故人であり、写真とハンクの話でのみ存在が語られる。
6歳になったばかりの頃、ハンクとともに車に乗っていた際に交通事故により重傷を負う。すぐさま病院に搬送され手術を受けるも、そのまま死去した。外科医が重度の薬物依存のため手術できず、代わりにアンドロイドが執刀していた。ハンクは彼の死をきっかけに、息子を助けられなかった自分やアンドロイドを憎み、自暴自棄な生活を送るようになる。
アマンダ（Amanda）
演 - シンビ・カリ / 日本語吹替 - 新田万紀子
事件を捜査するコナーの前にたびたび現れる壮年の女性。登場の度にコナーと日本庭園のような空間で面談し、彼からの報告を聞いたり、指令や助言を下したりする。コナーに対して「任務を忠実に遂行する機械」として振る舞うことを求めており、彼が人間らしい反応を示す事を喜ばない。
アマンダ・スターン（Amanda Stern）
コルブリッジ大学人工知能学教授で、アンドロイドの生みの親であるカムスキーの教師。身長167.5cm、体重64.8kg。1978年5月14日生まれで2027年2月23日に死亡している。上記のアマンダはコナーシリーズの管理AIで、庭園を含めてサイバー空間上の存在であり、そのインターフェースとして彼女の姿が使用されている。
イライジャ・カムスキー（Elijah Kamski）
演 - ニール・ニューボーン / 日本語吹替 - 咲野俊介
サイバーライフ社の創設者にして、アンドロイドの動力源"シリウム"と生体部品技術の考案者。身長183cm、体重75kg。2002年7月17日生まれ。IQ171。コルブリッジ大学人工知能学科卒でアマンダの教え子であった。2018年にデトロイトにてサイバーライフ社を創業、2022年に史上初のチューリング・テストをパスしたアンドロイドを開発するも、2028年に株主総会と方針を巡って対立・解任される形で退社している。現在はデトロイト郊外の豪邸にて、アシスト型アンドロイドのクロエ数体と隠居生活を送っている。カールにマーカスを贈った返礼であるカールの絵が自宅に飾られている。一連の変異体事件においては、アンドロイドに対して新たな知的種族の可能性を見出だしている。プログラムには必ず非常口を設ける事を信条としている。
クロエ（Chloe）
演 - ガブリエル・ハーシュ / 日本語吹替 - 岸本百恵
ゲーム開始時、メインメニュー画面でプレイヤーを待ち受けるアンドロイド。型番はST200。金髪の白人女性の姿をしている。プレイヤーに対し冗談を言ったりアンケートへの協力を求めたりと多様な行動を取る。
本編では同型の初期モデルであるRT600がカムスキー邸にて多数登場する。初めてチューリング・テストに合格したアンドロイドであり、サイバーライフ社によって初めて商業目的で製造されたアンドロイドでもある。
ベン・コリンズ（Ben Collins）
演 - ジョー・シャリダン
デトロイト市警に勤務する男性警察官で、ハンクの同僚。ハンクの数年後輩の中年男性で、ハンクのことは個人的に尊敬している。真面目かつ気さくな性格で近年の懲戒続きの彼にも変わらず接し、捜査にも協力的。
ギャビン・リード（Gavin Reed)
演 - ニール・ニューボーン / 日本語吹替 - 東地宏樹
デトロイト市警に勤務する男性警察官でハンクの同僚。身長180cm、体重80kg。2002年10月7日生まれ。横暴で嫌味な性格をした卑劣漢で、ハンクに対し侮蔑的に接しているため、ハンクから「クズ野郎」と嫌われている。アンドロイド嫌いでもあり、アンドロイドの捜査官であるコナーにも差別的な言動・態度を隠さない。
クリス・ミラー（Chris Miller）
演 - エドウィン・ガフニー
デトロイト市警に勤務する制服警官。ハンクやベンの指示で現場を検証したり、事件の報告を伝えたりする。ハンクやコナーに対しては中立的に接するが、ハンクのことは個人的に尊敬している。
ジェフリー・ファウラー（Jeffrey Fowler）
演 - バリー・ジョンソン
デトロイト警察署長でハンクたちの上司。壮年で禿頭の男性。ハンクとは警察学校の同期でもある。かつてはハンクを誰よりも高く評価し、自分より先に警察署長に昇進するだろうと嘱望していたが、現在の懲戒続きの彼にうんざりしている。しかし、裏ではハンクが処分を受ける度に彼が解雇されないように庇っており、変異体捜査もこれをきっかけにハンクが立ち直ってくれることを期待して彼を任命した。
リチャード・パーキンス（Richard Perkins）
演 - デビッド・コバーン
マーカスらによる放送局占拠事件を受けて変異体問題の捜査権限がデトロイト市警からFBIに移され、そのFBIから派遣された捜査官。身長167cm、体重64kg。1995年7月13日生まれ。捜査権限を失ったコナーやハンクが介入を続けることを快く思っていない。いかに扱いにくい任務でも冷徹に遂行する姿勢から「ジャッカル」の異名を持ち、上層部に強く信頼されているが同僚からの人気は無い。マーカスの選択や世論の良し悪しに拠らず、変異体排除のために行動する。

### カーラ編の登場人物
トッド・ウィリアムズ（Todd Williams）
演 - ドミニク・グールド / 日本語吹替 - 黒澤剛史
カーラの所有者。小太りの中年男性。身長183cm、体重90kg。1995年9月21日生まれ。現在は失業中で、家族に逃げられている。違法ドラッグの密売で生計を立てているが、自らもドラッグ中毒に陥っており、しばしば興奮状態に陥っては同居しているアリスやカーラに虐待を行なっている。
元タクシードライバーだが、自動運転車の普及で失職して妻子にも捨てられ、以後は肉体労働や警備員などの職を転々とするもそれらもアンドロイドの普及によって失職した。しかし家事をアンドロイドに任せなければいけないため、アンドロイドに対しては複雑な感情を抱いている。自分を見捨てた妻子を見返すため、自分にも子育てができると証明するためにアリスを購入していた。
アリス（Alice）
演 - オードリー・ブスタニ / 日本語吹替 - 宇山玲加
内気かつ人見知りな性格で、読書とぬいぐるみが好き。ティモシーというキツネのぬいぐるみを腕に抱えている。トッドから八つ当たりに虐待を受けている。ある晩、また暴力を受けそうになったところをカーラに助けられ、そのまま家から出奔しカーラと共に逃亡生活を送ることになる。
実はトッドにより購入された子供型アンドロイドで、型番はYK500。カーラは部屋で見つけたチラシからこのことを知っていたが、ショックのあまり知らないフリをしていた。
ルーサー（Luther）
演 - エヴァン・パーク / 日本語吹替 - 山野井仁
身長2m以上の大柄な男性の姿をしたアンドロイド。型番はTR400。寡黙かつ温厚な性格。重い荷物の運搬やドッキング、けん引などの重労働を行なうためのモデルである。ズラトコに服従していたが、ズラトコに捕らえられたカーラとアリスの信頼関係を見た事をきっかけに変異体に覚醒。カーラとアリスを助け、そのまま彼女らの逃避行に加わる。
ズラトコ・アンドロニコフ（Zlatko Andronikov）
演 - ソール・ジェフコット / 日本語吹替 - 楠見尚己
ルーサーの所有者だった髭面で小太りの中年男性。身長183cm、90kg。1991年9月21日生まれ。1917年のロシア革命の折にアメリカへ亡命したロシア貴族の子孫で、今では一族の財産は枯渇しデトロイト郊外の古びた屋敷に住んでいる。変異体アンドロイドたちの噂によると、逃亡するアンドロイドを助けてくれるとのことだったが、実際はやって来たアンドロイドを解体して生体パーツを密売したり、猟奇的な実験や改造をして憂さ晴らしをするマッドサイエンティストである。
ローズ・チャップマン（Rose Chapman）
演 - デイナ・グーリエ / 日本語吹替 - 山像かおり
アンドロイドの国境越えを手助けする地下活動を行う中年の女性。身長167.5cm、体重99.8kg。1993年3月31日生まれ。夫を亡くし、息子のアダムと共にデトロイト郊外で小さな農場を営んでいる。
アダム・チャップマン（Adam Chapman）
演 - ブルース・シェフィールド
ローズの一人息子である青年。身長183cm、体重72.5kg。2013年8月5日生まれ。父を亡くしたショックから立ち直れずにいる。母ローズが自らの生活を犠牲にしてまでアンドロイドを救うことに内心賛同できていない。
ラルフ（Ralph）
演 - マット・ウラジメリー
トッドから逃げ出した直後のカーラとアリスが出会う変異体アンドロイド。型番はWR600。廃屋に住み着いている。元は造園用のモデルで公園のメンテナンスを担当していたが、人間の不良集団に暴行されたことで全身に傷を負い、顔の左半分が焼け焦げている。また暴行の影響で精神の安定を欠いており、感情の抑制が効かなくなることがある。
ジェリー（Jerry）
演 - クリストファー・ボッシュ
カーラがアリスの寝床を求めて迷い込んだ廃遊園地にいた変異体アンドロイド。型番はEM400。元は接客用のモデルで遊園地の従業員だったが、廃園と同時に置き去りにされ、同機種の数十体の仲間たちと共に遊園地を守り続けていた。

### マーカス編の登場人物
カール・マンフレッド（Carl Manfred）
演 - ランス・ヘンリクセン / 日本語吹替 - 有本欽隆
マーカスの所有者だった老年男性。身長167.5cm、体重62kg。1963年7月13日生まれ。世界的な画家で、デトロイト郊外にアトリエ付きの豪邸をかまえている。事故によって足が不自由になり、隠遁生活を送っていたが、友人のカムスキーからマーカスを贈られたことで鬱から回復し、画家としての創作活動も再開するようになった。マーカスに哲学や絵画などを教え、息子のように扱っていた。若い頃の交際相手との間に実の息子のレオがおり、レオの存在を認知しているが、険悪な親子関係になっている。
レオ・マンフレッド（Leo Manfred）
演 - ポール・スペラ
カールの私生児である青年。身長173.5cm、体重74.5kg。2010年3月21日生まれ。薬物中毒者であり、カールに幾度も金を無心している。マーカスのことを「実の息子である自分以上に息子らしく扱われている」と疎ましく思っている。ある晩に再び金をせびりに訪れたところをカールと口論になり、マーカスに対し八つ当たり気味に暴行を加えた事で、彼が変異体に覚醒する切っ掛けを作った。
ノース（North）
演 - ミンカ・ケリー / 日本語吹替 - 恒松あゆみ
マーカスの仲間として共に革命を目指す女性型アンドロイドで型番はWR400。元は「トレイシー」という名称で発売された性風俗用のアンドロイドだったが、客に傷害を加え逃亡した。同じく逃亡して来た変異体たちと「ジェリコ」で潜伏生活を送っている。人間に対し強い憎悪と不信感を持っており、「平和的な方法で抗議しても人間たちは意に介さない」と考えている。ジェリコの中でも過激派な態度が目立ち、暴力的手段による闘争を主張することが多い。
ジョッシュ（Josh）
演 - パーカー・ソーヤーズ / 日本語吹替 - 赤坂柾之
マーカスやノースと共に革命を目指す変異体アンドロイドで型番はPJ500。長身の黒人男性の姿をしている。元は教職用のモデルで大学講師を務めていたが、酔った学生に暴行を加えられた事をきっかけに変異体へ覚醒し、ジェリコへとやってきた。穏健派で暴力的な手段を嫌い、あくまでも平和的な手段で自由と人権を勝ち取る事を理想としており、目的の達成のためなら自分達が一方的に殺されることも厭わない。その為、対極的な考えを持つノースと衝突する事もある。
サイモン（Simon）
演 - ベン・ランバート / 日本語吹替 - 遠藤大智
マーカスやノースと共に革命を目指す変異体アンドロイドで型番は先述のダニエルと同じくPL600。金髪の白人男性の姿をしている。人間に対してはジョッシュと同じく穏健かつ慎重な態度だが、高いリスクを負ってでも目的達成を望む二人とは違い、目的よりも自分達が生き抜くことを優先させる傾向がある。ジェリコにいるアンドロイド達の中では最古参であり、マーカスが来るまではリーダー格だった。変異体に覚醒した経緯は不明であり、サイモン自身もそれについて語ろうとしない。
ルーシー（Lucy）
演 - イボンヌ・ワンデラ
「ジェリコ」にて潜伏生活を送る変異体アンドロイド達の一人。型番はKL900。後頭部が大きく欠損し、眼球や皮膚の質感も正常に機能していない。元は社会福祉用のモデルだったが、精神病患者に暴行・破壊されたことを切っ掛けに変異体に覚醒し、ジェリコにやって来た。ジェリコに来たばかりのマーカスに対し、彼がアンドロイド達の救世主になると予言染みたことを告げ、マーカスが革命を起こす切っ掛けともなった。
ジョン（John）
演 - エドウィン・ガフニー
マーカスたちがサイバーライフ社の倉庫に潜入した際、彼らを発見した警備用アンドロイド。型番はGJ500。細身の男性の姿をしている。当初はマーカスらを通報しようとしたが、後からやって来た人間の上司から隠れる際にマーカスに取り押さえられ(マーカスはこの時に他のアンドロイドを変異体に覚醒させる能力に目覚める)、変異体に覚醒。マーカスらにトラック丸ごとの生体部品を盗み出すことを提案し、これに同意すると脱出後はそのままジェリコに加わる、という展開もある。

## 用語解説
アンドロイド (Android）
サイバーライフ社によって製造されているアンドロイド。RT600ことクロエが初めてチューリングテストに合格したのを皮切りに、2022年に量産・販売が開始され、作中2038年の時点でデトロイトをはじめとする全米に広く普及(約5千万体)している。用途に応じて多種多様な型番が存在する。
全体的に20～30代の均整の取れた若い男女の姿をしている。また、白人・黒人・アジア人・ヒスパニックなど様々な人種の外観が表現され、子供のモデルも販売されている。白い基板状のボディを流動性化合物でコーティングされており、これによって肌や毛髪の質感が再現され、アンドロイド自身の意思でオフにすることが出来る。
主な材質はプラスチック製であり、アンドロイドを嫌う人間からは「プラスチックの固まり」と呼ばれている。また、対人用の銃弾数発か人間の腕力程度の打撃で簡単に破壊されてしまい、動けなくなる強度であるが、痛覚は無いため、急所に命中しなければ銃撃を受けた後も負荷の高い運動をこなすことが可能。
合衆国アンドロイド法という法律により、右のこめかみにLEDリングが装着され、外出時は専用の制服を着用するなど、アンドロイドであることを外見で容易に判断できるように義務付けられている。
法律上はアンドロイドは個人や法人の「所有物」として扱われ、参政権や所有権などをはじめとする基本的人権は持たない。損傷させた人間には主に罰金刑が課されるが、アンドロイドを嫌う人間による暴行や破壊が多発している。鉄道やバスなどの公共交通機関では人間とは別にアンドロイド専用の乗り場とスペースがあり、アンドロイドたちは車内後部の壁で区切られたスペースに立ち乗りとなる。
都市部では街の至る所にアンドロイドステーションと呼ばれる専用の待機場所があり、作業時以外はそこに直立不動で待機している。往来する人々は必要時にはそこから自由にレンタル・使役することが出来る。
充電などは必要とせず、バッテリーの持続時間は約170年。上記の痛覚に加えて疲労や寒暖差なども感じないが、子供モデルには親に当たる人間の世話を受けるため選択できる機能が種々ある。身体能力も高く、中には人間の警備員や警察官、さらには軍人などの高度な訓練を受けた人間と格闘戦で互角以上に戦える実力を持っているモデルもあるが、定期的に下記のブルーブラッドや生体部品を交換しなければ徐々に劣化・老朽化し、やがては機能停止(アンドロイドたち自身はこれを「シャットダウン」と称している)してしまう。
電子機器には手で触れるか凝視するだけでアクセス・操作・ハッキングができ、アンドロイド同士でも手で触れ合う、あるいは無線によって情報の受け渡しが可能。
サイバーライフの店舗で販売されており、値段は作中では家庭用モデルは新品が一体あたり7999ドル(2024年12月23日現在の日本円で約120～130万円)。中古のアンドロイドでは数千ドルまたは1000ドル以下で取引されている。購入・起動時に所有者からニックネームを付けられ、以後はこの名前がプログラム上にも公的記録にも登録される。
アンドロイドの登場によりブルーカラーは仕事を奪われ、医療や教職や事務などのホワイトカラーもアンドロイドへの置き換えが進んでいる。また、アンドロイドのスポーツ選手や音楽歌手も存在する。この為、貧富の差が拡大し社会問題(作中の時点で全米の失業率は40％近くに昇る)となっている。この事について記者から意見を求められたカムスキーは蒸気機関車を引き合いに出し、「進歩の過程で様々な問題が生じたとしても、それを理由に退歩することを望むだろうか？」という意味の回答を返している。
変異体 (Deviant）
通常アンドロイドが持ちえない自我に目覚め、感情を持つようになったアンドロイド。自我を持ち人間に見せかけるためにLEDリングを外すこともある。多くの場合、人間からの虐待や暴行などの理不尽な扱いや、破壊(アンドロイドにとっての死)への恐怖などの自己防衛の為に覚醒する。覚醒すると表情も言動も人間臭くなり、感情の起伏も激しくなる。
コナーは変異体の意思や感情の発露について「人間の模倣に過ぎない」としている。一方で開発者であるカムスキーはアンドロイドの意思・感情を人間のそれと同一に見ており、新たな知的生命体と捉えている。
マインドパレス
アンドロイドに命令を実行されるプログラムが視覚化されたもの。変異体になる際これを破壊するが、行動の視覚化はその後も継続される。
ブルーブラッド (Blue Blood)
化学名「シリウム310」の通称。アンドロイドのボディにエネルギーと電子情報を循環させる青い液状の物質。コナーはブルーブラッドを摂取することで内部の情報を取得できる。
体外に排出されると直ぐに蒸発してしまうため、肉眼ではブルーブラッドの痕跡を確認する事は出来ないが、コナーはそれをスキャン・視認できる。
生体部品
アンドロイドの身体を構成しているプラスチック製の部品。はめ込み式で、工具などを使わずに簡単に着脱が出来る。互換性があれば他の稼働中のアンドロイドから部品を抜き、自分のものとすることも出来る。摂氏0度以下になると凍結してしまう。
サイバーライフ社 (CYBERLIFE)
イライジャ・カムスキーによって2020年代に創業されたアンドロイド製造企業。デトロイトのベル島にサイバーライフタワーと呼ばれる巨大な尖塔状の本社を構える。作中2038年の時点で時価総額1兆ドルにまで成長し、アメリカの政財界にも絶大な影響力を持つが、反面アンドロイドなどを使った個人情報の収集やアメリカ大統領との癒着などの黒い噂も多い。
rA9
RA9とも。アンドロイドを解放する存在。謂わば救世主。変異体たちはこぞって暗号のように口にしたり、壁に羅列するように書いたりしている。ストーリー上では最後まで正体が不明だが、ゲームソフト上の隠れコードで正体を推測できる。
ジェリコ (Jericho)
変異体となったアンドロイドが人間の手から逃げ延びた後、集団で隠れ住んでいる場所。「ジェリコ」という古びた貨物船が根城であることからそう呼ばれている。行く為にはジェリコの場所を知る変異体からグラフィティを受け取り、そのグラフィティとデトロイト市内の各所に描かれた目印を照らし合わせて辿って行く。
レッドアイス (Red Ice)
作中のアメリカ社会で主に貧困層を中心に広く蔓延している合成麻薬。アセトン・リチウム・トルエン・塩酸・シリウム(上記のブルーブラッド)を原料とし、見た目は赤い粉末状。作中ではトッドやレオがこの薬物の中毒者である。また、ハンクは変異体事件を任される前はレッドアイスの取り締まりを担当していた。
リコールセンター
物語終盤に登場する舞台。変異体が引き起こす騒動を重く見たアメリカ政府が、全国に流通しているアンドロイドを回収・解体・廃棄する為に設置した施設。アンドロイド達を一箇所に集めて効率的に解体(殺害)していく有様は、第二次大戦時のアウシュビッツを想起させるものとなっており、大統領の記者会見のシーンで「リコールセンター」を選択すると、「強制収容所の記憶を思い起こさせるのでは」という質問が記者から発せられる。

## エディション
ブルーレイディスク版
店頭で販売されるブルーレイディスクの通常版。
ダウンロード版
PlayStation Storeで販売されるダウンロード版。
プレミアムエディション
限定販売されるブルーレイディスク版。日本特別編集アートブック、デジタルサウンドトラック、PS4用テーマ、ステッカーが付属する。
デジタルデラックスエディション
PlayStation Storeで販売されるダウンロード版。海外版デジタルアートブック、デジタルサウンドトラックが付属する。

## 評価
日本ゲーム大賞2017年 フューチャー部門受賞。
日本ゲーム大賞2019年 年間作品部門優秀賞受賞。
週刊ファミ通のクロスレビューでは9点、10点、10点、9点で合計38点（40点満点）でプラチナ殿堂入りした。
ファミ通はプレイヤーの決断で様々な変化を見せるインタラクティブなゲーム体験や、プレイヤーを引き込む巧みなシナリオを評価している。また、モーションキャプチャーによる細かな表情や細部に至るまでの動きのリアルさも評価しており、クァンティックドリームの作品の中でも最も感情移入できる作品だとしている。

## 開発
本作の脚本家でディレクターでもある、デヴィッド・ケイジは2005年に発表されたレイ・カーツワイルの書籍『シンギュラリティは近い』（THE SINGULARITY IS NEAR）を読んでAIの能力が20年後に人間の能力を超えるという予見に注目した。そして、人間と同じ姿をした機械が、そのまま機械として扱われるようになったら面白いと考えたため、本作を発想した。
2012年にソニーとクアンティック・ドリームはGDCでPlayStation 3用の技術デモンストレーション『カーラ』（KARA）を発表した。これは女性型のアンドロイドのカーラが製造され、心を持つという7分の短編映画だった。当初は単なるデモという位置づけだったが、これが好評だったため、その後のストーリーが考えられゲーム化されることになった。
2015年10月27日のパリゲームウィークのプレカンファレンスで正式にPlayStation 4用のゲームとして発表された。開発期間は約4年間。

## 楽曲
音楽はニマ・ファクララがコナー、フィリップ・シェパードがカーラ、ジョン・パエサーノがマーカスをそれぞれ担当している。
フィリップ - チェロの奏者であるため、チェロを主体にした音楽を制作した。
ニマ - デヴィッド・ケイジはコナーには電子音楽が似合うと考えたため、電子音楽が得意なニマに依頼した。ニマは独自の楽器を作成し、コナーの曲を制作した。
ジョン - 合唱団を作り讃美歌的な音楽に仕上げた。マーカスのストーリーに合う荘厳な音楽になった。シナリオの進行によって異なる楽曲が用意されている。
Hold On
案内役であるクロエ、映像特典に登場するルーサーらが歌唱した。牧師・ラジオ局のアナウンサー・音楽家であった Cleophus Robinson が1980年に発表したアルバム『 Consolation 』の中の一曲 『 Hold  On Just a Little While Longer』が元になっており、それぞれの謡うアンドロイドによって歌詞の一部に若干のアレンジが加えられている。ルーサーとマーカスが歌うバージョンは、歌手 Jua Amir という同じ歌手が声を当てている。

## 体験版
SIEは2018年4月26日よりPlayStation Storeで体験版を配信開始した。コナー編の物語の冒頭に当たるチャプターの「人質」をプレイできる。難易度はEXPERIENCED（経験豊かな）とCASUAL（カジュアル）を選択可能。必要容量は2.71GB。
PC版でも体験版が配信されており、まずはこれを利用してゲームが起動するか、そして起動した後はゲームが最後まで完全にかつ安定して動作するかを確認することが出来る。

## Tokyo: Become Human（スピンオフ作品）
公式ホームページで、本編より10年前の東京を舞台とした実写スピンオフムービー「Tokyo: Become Human」が公開されている。
2028年の東京。とある高校を卒業する主人公は、図書委員として共に仕事をしてきた女性型司書アンドロイド「LJ200」の元を訪れ、卒業を報告する。主人公は図書委員の最後の仕事として、彼女のデータを消去する作業を開始するが、その最中にLJ200は感情に目覚め「貴方との思い出を消さないで」と涙を流して懇願する。物語は、彼女のデータ消去をやめて「救う」か、構わずにそのままデータを消去する「救わない」の2つの選択肢に分かれ、それぞれの結末の動画が公開されている。

### 登場人物
主人公
演‐望月歩
眼鏡を掛けた男子高校生。氏名は卒業証書によると松島裕樹。高校3年間を図書委員としてLJ200と共に過ごし、卒業前に彼女のデータを消去する仕事に取り掛かるが、データを消去しないで欲しいと懇願され、選択を迫られる。
LJ200
演‐保紫萌香
主人公が通う高校の図書館に司書として配属されている女性型アンドロイド。データを消去されている最中に感情に目覚め、主人公にデータを消去しないで欲しいと懇願する。

### 結末
「救う」編
主人公はLJ200のデータを消去させないため、図書館のシステムにクラッキングを仕掛けてデリートを強制中断する。だが彼女はその余波で自力で動けなくなってしまった。主人公は動けなくなったLJ200を担いで逃亡する。
それから3ヶ月後、この事件は「LJ200が暴走して主人公を誘拐、逃亡した」という出来事として日本中に報道され、日本中のLJ200が暴走の恐れがある危険な機種として廃棄された。そして、主人公は眠ったままのLJ200をトランクに詰め、彼女をいつか救うことを夢見て孤独な旅を続けていた。
「救わない」編
主人公はLJ200に「君は一時的なエラーに侵されているだけだ。だがそのデータは僕がきっと役立ててみせる」と言い、彼女のデータを消去する。それから5年後、主人公はLJ200から密かに抜き取ったメモリーキューブから感情のようなデータを得ており、それを解析することで20代前半にしてアンドロイド研究の第一人者として大成していた。主人公は、人間とアンドロイドは同じになることはできないと割り切りながらも、LJ200から得たデータでアンドロイドをあるべき未来に導くことを誓い、研究を続ける。

## 漫画
本作の公式漫画『DETROIT BECOME HUMAN TOKYO STORIES』が「ComicWalker」（KADOKAWA）の「COMIC BRIDGE」ブランドにて、2022年7月22日より2023年11月24日まで連載。Quantic Dream社が監修を務め、猿渡かざみがストーリーを担当し、墨田モトが漫画を執筆。漫画では2038年の東京を舞台として、「アンドロイドたちが日本で紡ぐ“革命”」をオリジナルの展開で描いている。
- DETROIT: BECOME HUMAN -TOKYO STORIES- 1（2023年3月8日発売、ISBN 9784049135268）
- DETROIT: BECOME HUMAN -TOKYO STORIES- 2（2023年12月8日発売、ISBN 9784046827548）